# Bataille de Soumy
Pour un article plus général, voir Offensive du nord-est de l'Ukraine.
Invasion de l'Ukraine par la Russie de 2022
Batailles
Offensive de Kiev (Jytomyr, Kiev) : 
- 1re Hostomel
- Tchernobyl
- Ivankiv
- Kiev
- 2e Hostomel
- Vassylkiv
- Boutcha
- Irpin
  - Bombardement de réfugiés
- Jytomyr
- Mochtchoun
- Makariv
- Brovary

Offensive du Nord (Tchernihiv, Soumy) :
- Hloukhiv
- Slavoutytch
- Bombardements
- Soumy
- Trostianets
- Tchernihiv
- Okhtyrka
- Lebedyn
- Konotop
- Romny
- Desna
- Escarmouches frontalières

Russie  (Briansk, Belgorod) :
- Incursions en Russie occidentale
  - Oblast de Briansk
  - Oblasts de Belgorod et de Koursk
    - Incursions de 2024

  - Bombardement de Belgorod
- Oblast de Koursk (août 2024)

Campagne de l'Est (Donetsk, Louhansk, Kharkiv)
Kharkiv :
- 1re Kharkiv
  - Tchouhouïv
  - Bombardements : en février
  - en mars
  - en avril
  - du bâtiment administratif
- Izioum
- 2e Kharkiv
  - Balaklia
  - 1re Koupiansk
  - Chevtchenkove
- 3e Kharkiv

Nord du Donbass:
- Starobilsk
- Sloviansk
  - Dovhenke
  - 1re Lyman
  - Sviatohirsk
  - Bohorodychne et Krasnopillia
  - Bombardements : Bilohorivka
  - Kramatorsk
- Sievierodonetsk
  - Kreminna
  - Donets
  - Roubijné
  - Popasna
  - Tochkivka
  - Massacre
- Lyssytchansk
- 2e Kharkiv
  - Balaklia
  - 1re Koupiansk
  - Chevtchenkove
  - 2e Lyman
- Oblast de Louhansk
  - Ligne Svatove-Kreminna
  - Serebryansky
  - 2e Koupiansk

 Centre du Donbass:
- Horlivka
- Popasna
- Svitlodarsk
- Bakhmout
  - Soledar
- Siversk
- Tchassiv Iar
- Toretsk
- Kourakhove
- Velyka Novossilka
- Novopavlivka

Sud du Donbass :
- Volnovakha
- Marioupol
  - Bombardements : de l'hôpital
  - du théâtre
  - de l'école d'art
- Pisky
- Vouhledar
  - Pavlivka
- Marïnka
- Contre-offensive de 2023
- Avdiïvka
- Novomykhaïlivka
- Pokrovsk
  - Krasnohorivka
  - Toretsk
- Bombardements :
- Makiïvka
- Donetsk

Campagne du Sud (Mykolaïv, Kherson, Zaporijjia)
- 1re Kherson
- Odessa
- Melitopol
- Mykolaïv
  - Bombardements : à fragmentation
  - du bâtiment administratif
- 1re Berdiansk
- Zaporijjia
- Tchornobaïvka
- Enerhodar
- Voznessensk
- Houliaïpole
- Davydiv Brid
- 2e Berdiansk
- Nova Kakhovka
- 2e Kherson
  - Doudtchany
- Dniepr
- Tchoulakivka
- Contre-offensive de 2023
  - Robotyne

Frappes aériennes dans l'Ouest et le Centre de l'Ukraine
- Lviv (02/2022)
- Vinnytsia (03/2022)
- Yavoriv (03/2022)
- Deliatyne (03/2022)
- Dnipro
- Rivne

Guerre navale
- Île des Serpents (02/2022)
- Moskva (04/2022)

Attaques en Crimée
- Novofedorivka (08/2022)
- Djankoï (08/2022)
- Pont de Crimée (10/2022)
- Base navale de Sébastopol (10/2022)
- Pont de Crimée (07/2023)
- Base navale de Sébastopol (09/2023)

Débordement
- Aéroport de Millerovo
- Sabotages en Russie
- Attaques en Transnistrie
- Sabotage des gazoducs Nord Stream
- Terrain d'entraînement militaire de Soloti
- Explosions en Pologne
- Bases aériennes de Dyagilevo et Engels-2
- Base aérienne de Minsk-Matchoulichtchi
- Crise russo-moldave de 2023
  - Accusations de tentative de coup d'État en Moldavie
- Incident de drone de 2023 en mer Noire
- Rébellion du groupe Wagner

Massacres
- Tchernihiv
- Boutcha
- Borodianka
- Olenivka
- Izioum

La bataille de Soumy est une bataille qui a commencé le 24 février 2022, lors de l’invasion de l'Ukraine par la Russie. L'armée russe a envahi la ville ukrainienne de Soumy, située près de la frontière russo-ukrainienne, avec peu de résistance avant que des soldats et des miliciens ukrainiens n'engagent les forces russes dans la ville, entraînant de violents combats urbains.

## Contexte
Soumy (en ukrainien : Суми) est une ville du nord-est de l'Ukraine et la capitale administrative de l'oblast de Soumy. Sa population s'élève à 259 660 habitants en 2021. Elle est située à 30 km de la frontière entre la Russie et l'Ukraine.
L'invasion de l'Ukraine par la Russie de 2022 s’inscrit dans le cadre de la crise ukrainienne, née du mouvement Euromaïdan de 2013-2014 qui avait été suivi de la guerre du Donbass à partir de 2014. En 2021 émerge une montée progressive des tensions, d’abord par un renforcement militaire prolongé, sans précédent, aux frontières ukrainiennes avec la Russie, la Biélorussie et la Crimée annexée en 2014 par la Russie, puis, le 21 février 2022, par la reconnaissance par le président russe de l’indépendance des autoproclamées républiques populaires de Donetsk et de Lougansk, républiques séparatistes de la région du Donbass, dans l’est de l’Ukraine. Après une incursion des forces armées russes dans le Donbass, une offensive générale aérienne, maritime et terrestre est déclenchée sur l’ensemble du territoire ukrainien, le 24 février.

## Bataille

### Invasion
Les chars et les unités russes entrent dans Soumy le 24 février 2022 et les combats commencent à la périphérie vers 3 heures du matin. Il y a des combats urbains violents entre les défenseurs ukrainiens et les forces russes. Une église de Soumy finit incendiée à la suite de la bataille. Les affrontements entre les deux forces se poursuivent jusqu'à 22 h 30 le 24 février près de l'Université d'État de Soumy, où la 27e brigade d'artillerie ukrainienne est stationnée. À 1 h 39 le 25 février, les forces russes se retirent de la ville.
Le matin du 27 février, une colonne de véhicules russes entre par l'est dans Soumy. Alexandre Lyssenko, maire de Soumy, rapporte 4 bombardements avec plusieurs victimes civiles.

### Évacuation de la population
Début mars 2022, le gouvernement ukrainien tente d'organiser des couloirs humanitaires afin d'évacuer la population de Soumy, ainsi que d'autres villes assiégées. Les projets échouent à plusieurs reprises en raison de la poursuite des frappes aériennes russes.
Le 7 mars, une tentative de cessez-le-feu dans quatre villes pour permettre aux civils de fuir est rejetée par la Russie. Parmi la population bloquée à Soumy se trouvent des étudiants étrangers de l'université d'État de Soumy, dont 700 ressortissants indiens. Après la mort de l'un de leurs compatriotes dans la bataille de Kharkiv, leur sort soulève un débat politique en Inde où le gouvernement est accusé de ne pas avoir organisé leur rapatriement.
Dans la nuit du 7 au 8 mars, un bombardement aérien frappe une rue résidentielle à Soumy. Les autorités ukrainiennes recensent au moins 21 morts, dont deux enfants.
Le matin du 8 mars, l'administration ukrainienne annonce qu'un accord de cessez-le-feu a été obtenu avec la Russie pour un corridor humanitaire entre Soumy et Poltava, distantes de 175 kilomètres. Plusieurs dizaines d'autobus sont envoyés depuis Lokhvytsia, dans l'oblast de Poltava, pour prendre en charge les habitants souhaitant fuir la ville.
À 9 h 30, un premier convoi quitte Soumy à bord d'autobus. Selon le gouverneur de l'oblast de Soumy (uk), Dmytro Jyvytsky, le convoi emmène environ 150 personnes en direction de Poltava. Le ministère de la défense de Russie annonce dans la journée que 723 civils ont quitté Soumy, parmi lesquels des ressortissants indiens, chinois, jordaniens et tunisiens.
Le soir du 8 mars, les derniers civils de l'opération d'évacuation partent de Soumy dans leurs voitures, accompagnés par un véhicule de la Croix-Rouge, en direction de Romny. L'opération d'évacuation prend fin à 19 h 30 et l'accord de cessez-le-feu à 21 h 0.
Le gouverneur de l'oblast de Soumy (uk), Dmytro Jyvytsky, déclare qu'environ 5 000 personnes sont montées à bord des autobus d'évacuation, et 1 000 voitures individuelles les ont suivis au terme de la journée. Au total, environ 7 000 personnes ont été déplacées.
Le lendemain matin, 9 mars, il annonce que la trêve se poursuivra pour une deuxième journée d'évacuation des civils.
Depuis, en date du 22 mars, la défense de la ville repose quasi entièrement sur des volontaires de la
Force de défense territoriale ukrainienne 
Le 4 avril, la Russie retire ses troupes de l’oblast de Soumy, laissant la région de nouveau aux mains des forces ukrainiennes.

## Galerie

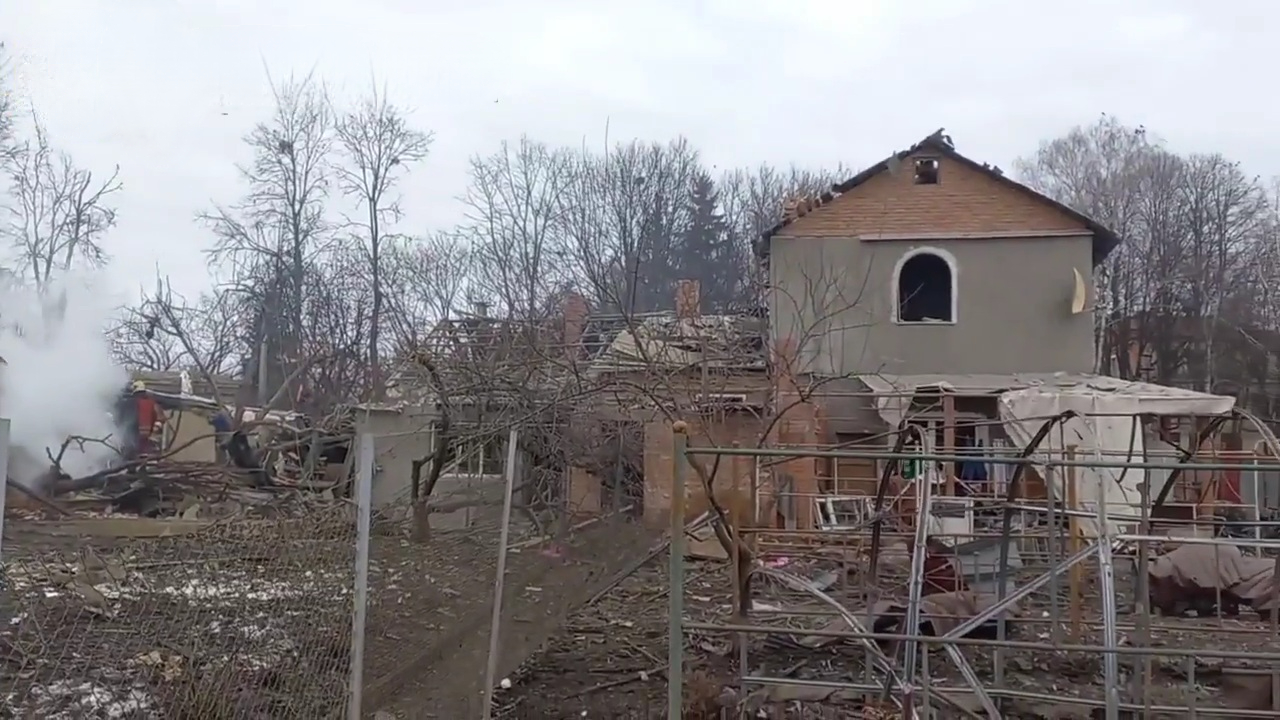
État de bâtiments à Soumy lors de l'intervention des sauveteurs.